# Koenraad Vanhoutte
Koenraad Vanhoutte (ur. 31 sierpnia 1957 w Ostendzie) – belgijski duchowny rzymskokatolicki, biskup pomocniczy Mechelen-Brukseli od 2018.

## Życiorys
Święcenia kapłańskie otrzymał 17 lipca 1983 i został inkardynowany do diecezji Brugii. Po święceniach i studiach w Rzymie został wykładowcą brugijskiego seminarium, a w 2006 objął stanowisko jego rektora. W latach 2012–2018 był wikariuszem generalnym diecezji, a w czasie wakatów na stolicy biskupiej pełnił funkcję jej tymczasowego administratora.
18 maja 2018 papież Franciszek mianował go biskupem pomocniczym archidiecezji mecheleńsko-brukselskiej, ze stolicą tytularną Thagora. Sakrę biskupią przyjął 2 września 2018 z rąk kard. Josefa De Kesela.